# Karel Kutlvašr
Karel Kutlvašr (27. ledna 1895 Michalovice – 2. září 1961 Praha) byl československý legionář, důstojník a generál, který velel Pražskému povstání a po únoru 1948 se stal obětí politické perzekuce ze strany komunistického režimu.

## Životopis
Karel Kutlvašr se narodil 27. ledna 1895 v Michalovicích u Havlíčkova Brodu jako šesté dítě v rodině sedláka Josefa Kutlvašra. V tehdejším Německém Brodě v roce 1911 absolvoval dvouletou obchodní školu. Nejdříve byl zaměstnán u firmy Jenč v Humpolci. Později pracoval v Kyjevě jako úředník firmy Vielwart a Dědina, která vyvážela zemědělské stroje do carského Ruska.
V srpnu 1914 se mezi prvními přihlásil do České družiny, zakládající jednotky budoucích Československých legií na ruské frontě. Jako rozvědčík se zúčastnil řady významných bitev. Za hrdinství v bojích byl mnohokrát vyznamenán. Po bitvě u Zborova, v níž byl raněn, se stal velitelem praporu a pomocníkem velitele 1. čs. střeleckého pluku plukovníka Švece. S ním se také podílel na dobytí Kazaně 6.–7. srpna 1918, kde velel legionářskému jízdnímu oddílu. Po jeho smrti se stal prozatímním velitelem pluku a 25. února 1919 byl ministrem vojenství Milanem Rastislavem Štefánikem povýšen na podplukovníka a následně jmenován i definitivním velitelem 1. pluku. V Rusku se seznámil s Jelizavetou Jakovlevovou, se kterou se později oženil.
Do vlasti se vrátil roku 1920 a zde byl roku 1923 povýšen na plukovníka, tehdy sloužil jako velitel pěšího pluku 1 v Českých Budějovicích. Mezi lety 1923 a 1931 velel 2. pěší brigádě v Chomutově. V roce 1928 byl povýšen na brigádního generála. Stal se tak ve věku 33 let jedním z nejmladších generálů československé armády a zastával postupně řadu velitelských a pedagogických funkcí. V letech 1934 až 1939 velel 4. pěší divizi v Hradci Králové a v době mobilizace v září 1938 převzal velení Hraniční oblasti 35 se stanovištěm velitelství ve Vamberku.
Za okupace byl členem odbojové organizace Obrana národa. Koncem dubna 1945, když se blížilo Pražské povstání, byl generálem Slunečkem („Alexem“) jmenován velitelem Vojenského velitelství Velké Prahy Bartoš. Pod jeho velení tak spadaly všechny podchycené bojeschopné jednotky v oblasti Prahy.
5. května 1945 na Slunečkův rozkaz vyhlásil všem podřízeným jednotkám pohotovost. Krátce na to vydal rozkaz obsadit budovu Pražského rozhlasu, kterou hlídali nacisté. Tím propuklo Pražské povstání. Kutlvašr velel bojům v Praze až do vítězství povstalců. Posléze 8. května odpoledne spolu s představiteli České národní rady dojednal podmínky kapitulace německých jednotek v Praze výměnou za jejich volný průjezd městem do zajetí ozbrojenými silami západních Spojenců. Dohodu stvrdil svým podpisem tzv. Protokolu o provedení formy kapitulace německých branných sil.
To se po únoru 1948 zřejmě stalo jednou z příčin jeho pronásledování komunistickým režimem, prováděného na přání SSSR, který již v létě 1945 začal vyvíjet nátlak na jeho penzionování.
Jako vojenský velitel Prahy působil až do 28. května 1945, kdy se stal zatímním velitelem V. sboru v Brně.[zdroj?] 31. května ale zaslal sovětský velvyslanec Valerian Zorin československé vládě nótu, ve které žádal Kutlvašrovo odvolání. Důvodem byl Kutlvašrův podpis pod dohodou, která umožňovala odchod německých sil do amerického zajetí. Kutlvašr byl odeslán na dovolenou, během níž se rozhodovalo o jeho dalším osudu.[zdroj?]
Do služby se po zásahu prezidenta Beneše vrátil až v únoru 1946, kdy začal působit jako velitel III. sboru v Plzni a po povýšení do hodnosti divizního generála posléze sloužil od roku 1947 jako zástupce velitele Vojenské oblasti 3 opět v Brně.

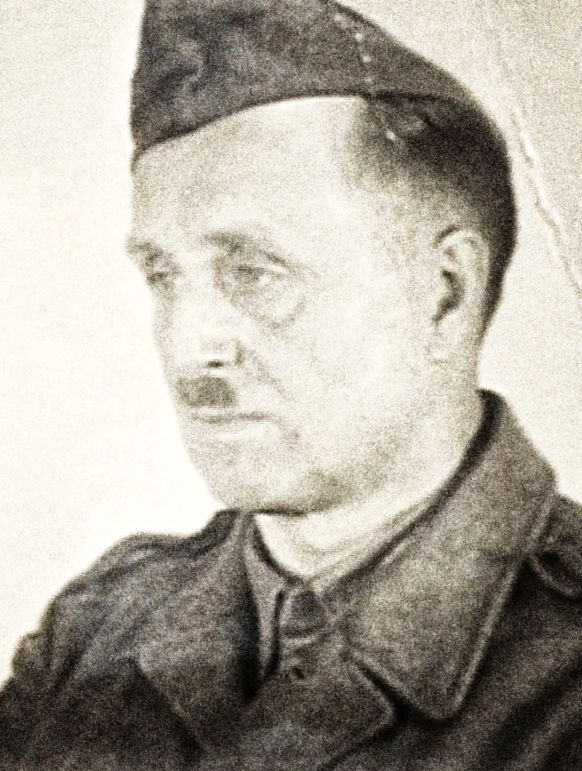
Vězeňská fotografie Karla Kutlvašra, listopad 1950

Krátce po únorovém převratu, již 8. března 1948, byl odeslán na dovolenou a 1. června 1948 přeložen do výslužby. Následně byl 18. prosince 1948 zatčen a coby představitel údajné odbojové skupiny „Pravda vítězí“, jež byla zinscenována provokací 5. oddělení, ve vykonstruovaném procesu 16. května 1949 Státním soudem v Praze odsouzen za velezradu k trestu odnětí svobody na doživotí a současně degradaci na vojína v záloze. Vězněn byl na Mírově a v Leopoldově. Zde byl jedním z jeho spoluvězňů Rudolf Toussaint, v roce 1945 německý velící generál v Praze a jeho protivník z bojů během Pražského povstání, a také Josef Smrkovský, další ze signatářů dohody o vojenské kapitulaci. V roce 1960, po amnestii prezidenta republiky Antonína Novotného, vyhlášené u příležitosti přijetí „socialistické ústavy“,[zdroj⁠?!] přesněji „dovršení socialismu“ a změně názvu republiky z ČSR na ČSSR, byl z výkonu trestu propuštěn. Z vězení se vrátil ve velmi špatném zdravotním stavu.
Po propuštění z vězení bydlel se svou ženou až do své smrti v Praze-Vršovicích, Rybalkova 69. Jelikož mu byl vyměřen starobní důchod ve výši pouze 230 Kčs měsíčně, živil se nejprve jako hlídač v Jízdárně Pražského hradu a poté, když odtamtud musel odejít, pracoval jako noční vrátný v Nuselském pivovaru. Zemřel náhle při zdravotní prohlídce 2. října 1961 v nemocnici v Motole v ordinaci lékaře MUDr. Endta, jehož otec bojoval po jeho boku v ruských legiích.
V roce 1968 zrušil Městský soud v Praze všechna obvinění z let 1948 a 1949. Plně rehabilitován však byl teprve po listopadu 1989. In memoriam byl povýšen na armádního generála a byl mu udělen Řád Milana Rastislava Štefánika (1992).
Dne 28. října 2017 mu prezident republiky Miloš Zeman in memoriam udělil Řád Bílého lva vojenské skupiny I. třídy za mimořádné zásluhy o obranu a bezpečnost státu.

## Pamětní místa
- Pamětní deska na rodném domě v Michalovicích[11]
- Busta a pamětní deska na budově Městského úřadu Praha 4 – Nuselská radnice
- Náměstí Generála Kutlvašra v Praze-Nuslích
- Pamětní deska před domem, ve kterém žil v době svého působení v Chomutově
- Pomník ve tvaru praporu odhalený 5. května 2025 v areálu Rezidence Nusle v Nuselském pivovaru v Praze 4 Nuslích, kde na začátku 60. let pracoval. Na pomníku je citace Kutlvašrových slov: „Bez rizika se nic neudělá!“ Tak totiž zněla jeho odpověď v roce 1939 na otázku jeho kolegy, zda si je jist, že ho nikdo neudá“.[12]

## Fotogalerie

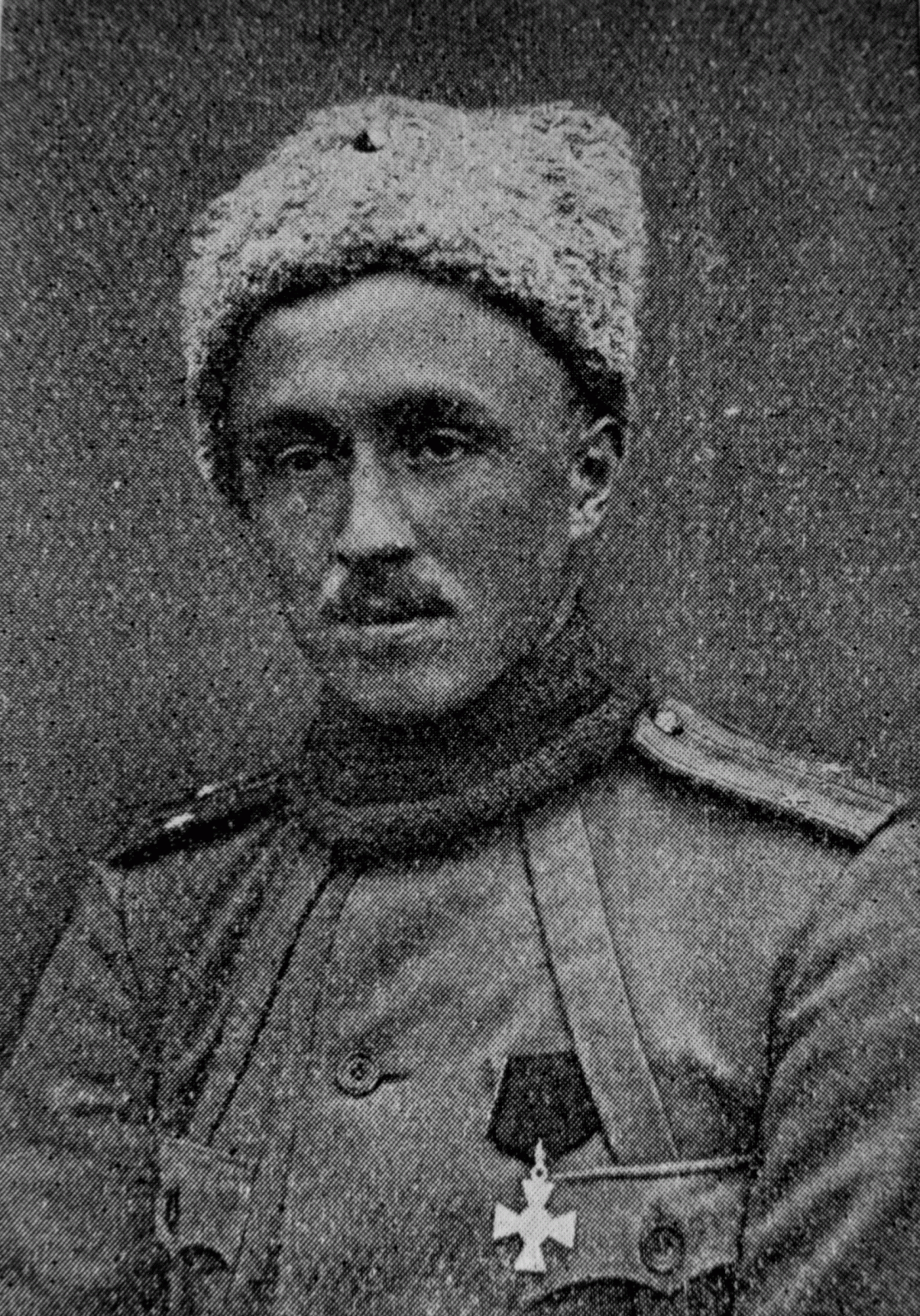
Karel Kutlvašr na ruské frontě jako důstojník I. pluku v hodnosti podporučíka
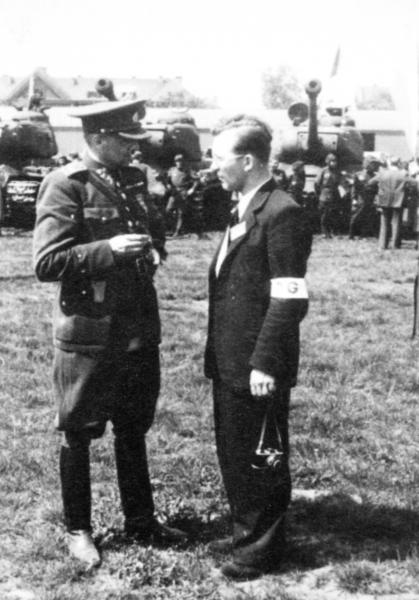
Generál Karel Kutlvašr a kpt. Jaromír Nechanský čekají po skončení povstání na přílet československé vlády na kbelském letišti
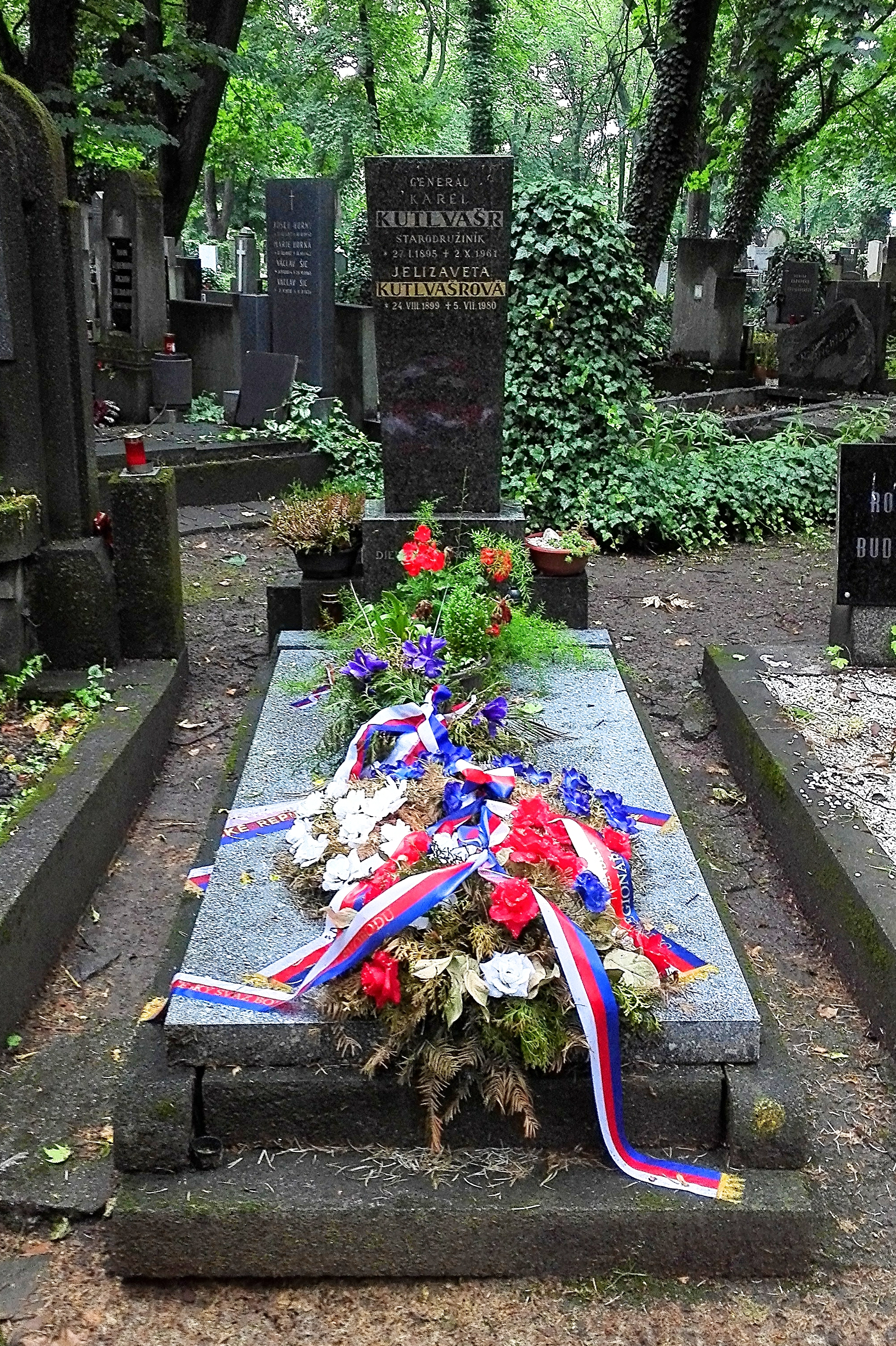
Hrob Karla Kutlvašra na Olšanských hřbitovech v Praze
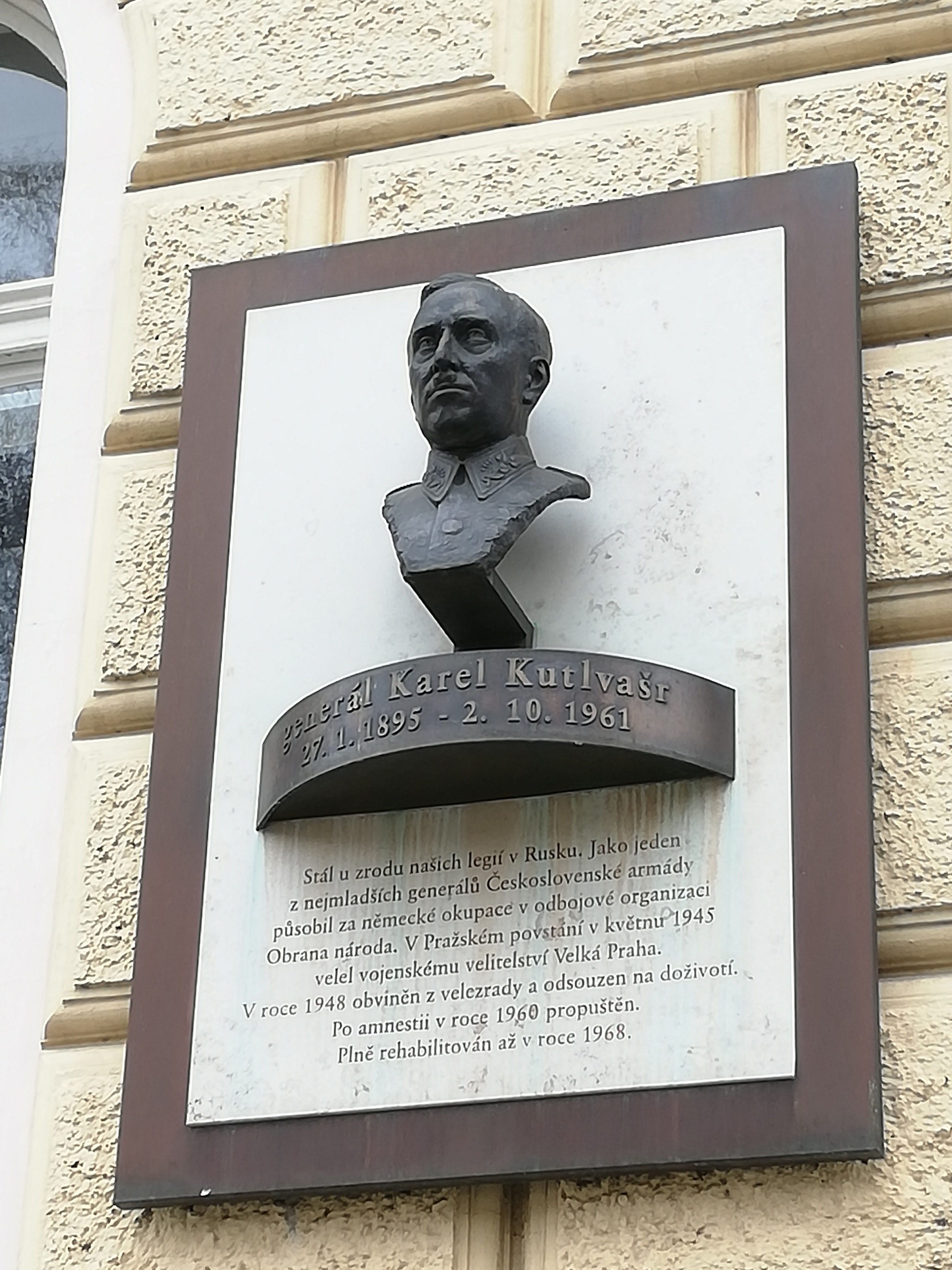
Pamětní deska s bustou generála Kutlvašra na Náměstí Generála Kutlvašra v Praze-Nuslích
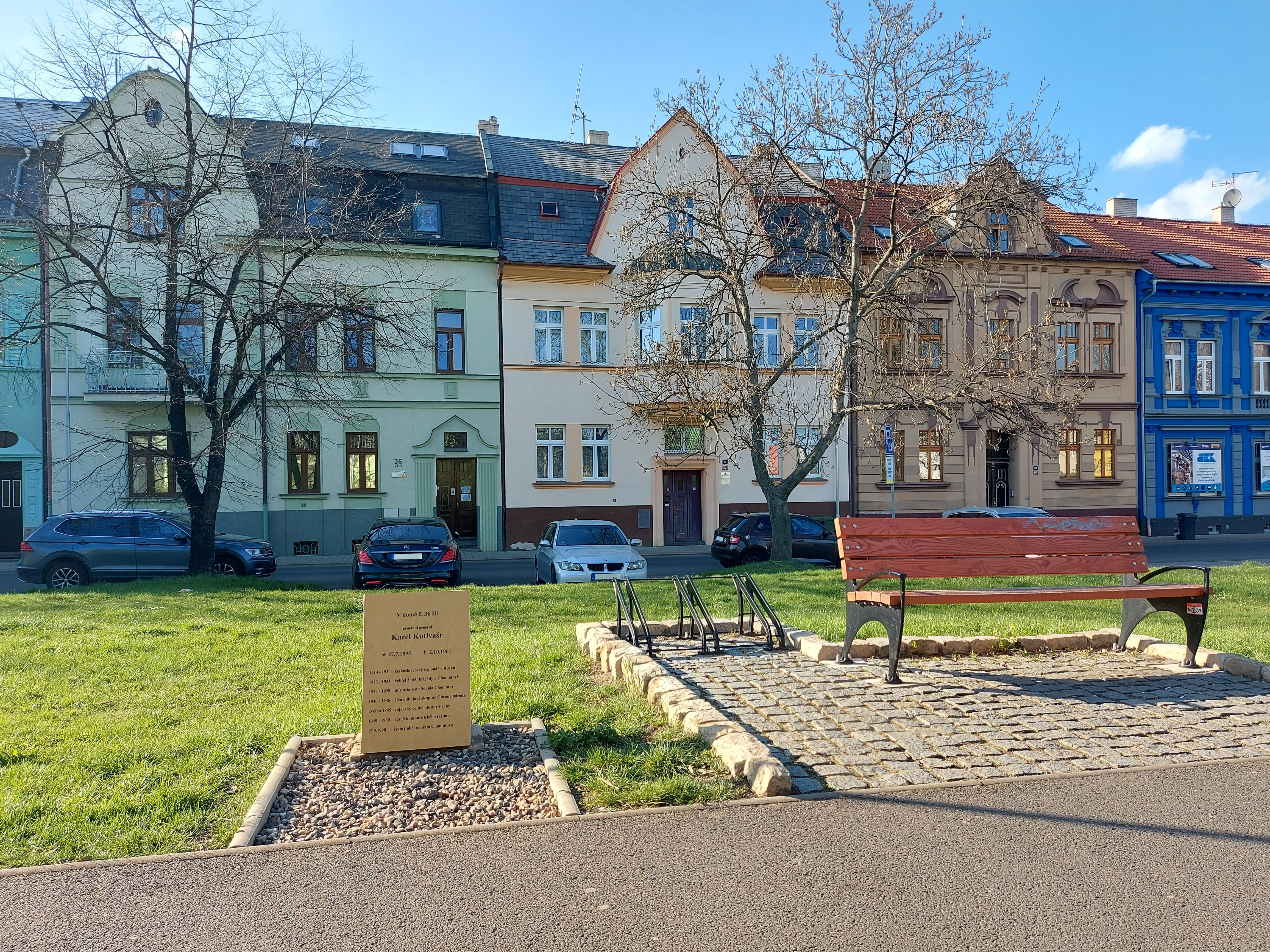
Pamětní deska Karla Kutlvašra v Chomutově
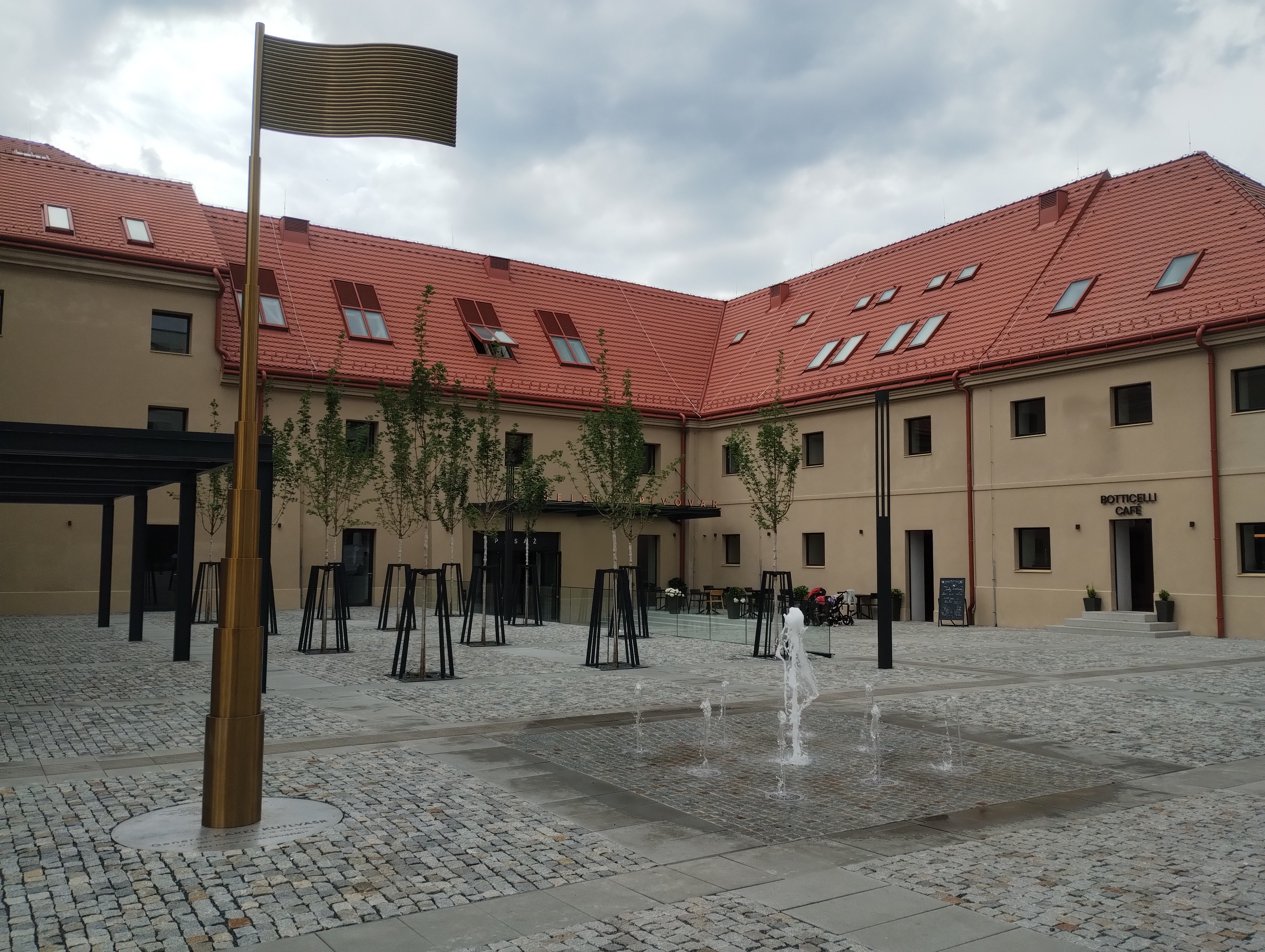
Pomník ve tvaru praporu v areálu Nuselského pivovaru
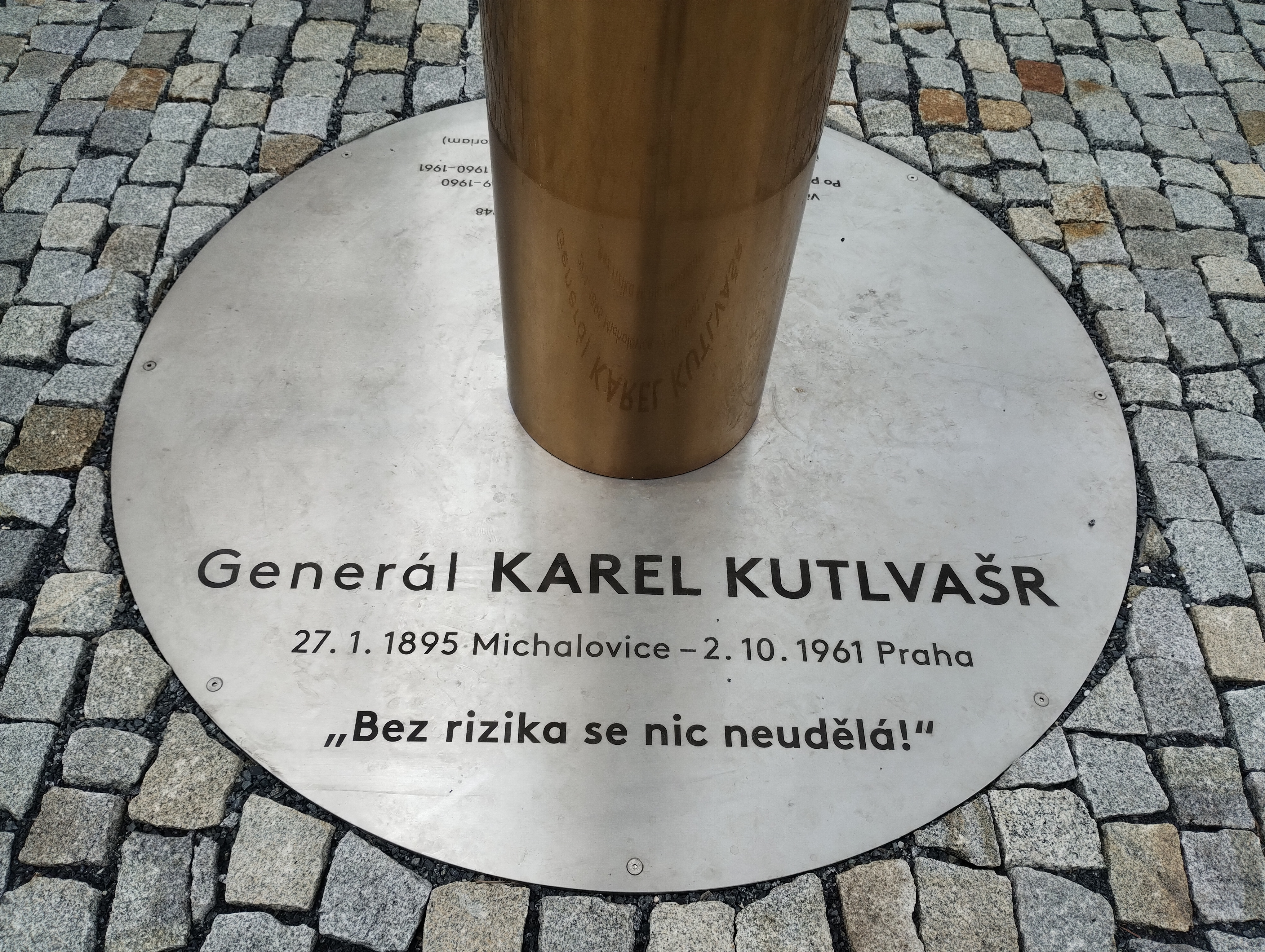
Detail pomníku v areálu Nuselského pivovaru
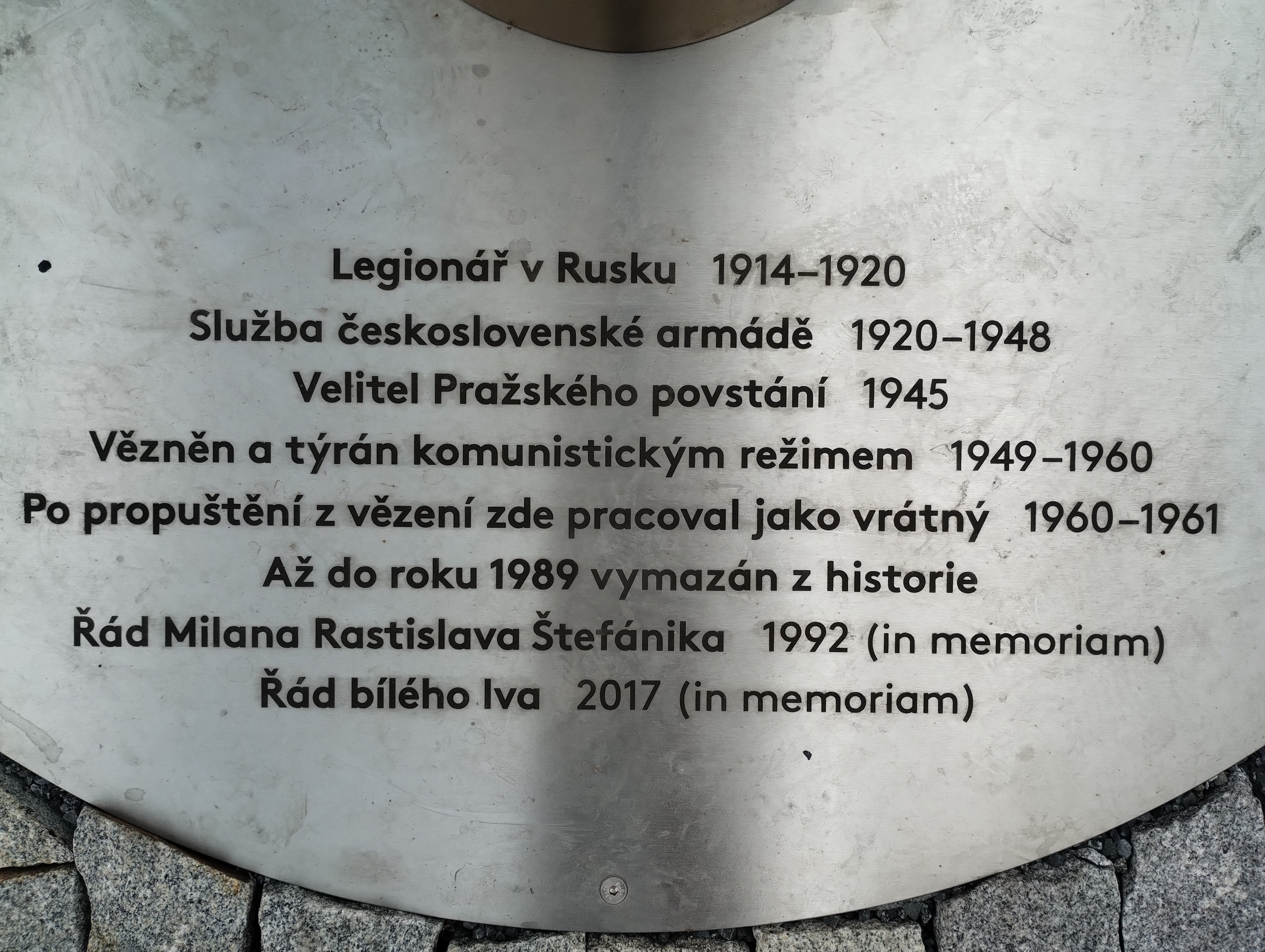
Detail pomníku v areálu Nuselského pivovaru